# Vysokov
Vysokov (německy Hohenfeld) je obec v okrese Náchod v Královéhradeckém kraji. Žije zde 537 obyvatel.
Obec Vysokov leží v pohraničním průsmyku asi tři kilometry západně od města Náchoda. Je to vesnice se čtyřmi sty obyvateli, tísnící se převážně na stráních hlubokého údolí, které se táhne středem katastru a má značný spád (obávaný „Vysokovák“). Je pravděpodobné, že právě poloha obce dala vesnici jméno. Za dobrého počasí se návštěvníkům nabízejí krásné výhledy na panorama Krkonoš i Orlických hor.

## Historie
Ves vznikla jako osada při pomezní stezce, která vedla z českých zemí do tehdejšího Pruska. První zmínka o Vysokově pochází z roku 1465. První písemná zmínka o obci pochází z roku 1491. Z dalších písemných zpráv se dozvídáme, že roku 1488 koupil vysokovský dvůr Jan z Krucemburka a v roce 1633 byl z vysokovských lomů odvážen kámen na opevnění náchodského hradu. V obci byly také písníky a pracovala zde vápenka a cihelna. Obec až do roku 1848 náležela náchodskému panství.
Obyvatelé Vysokova byli v průběhu dějin sužováni mnoha válkami. Největším mezníkem v dějinách obce však byla prusko-rakouská válka v roce 1866, neboť k prvnímu střetnutí vojsk došlo právě na území Vysokova, kde je dodnes množství malých i velkých pomníků s hroby vojáků nejrůznějších hodností i národností. K nejznámějším patří pomník „Myslivec" od sochaře Quido Kociána s verši Jaroslava Vrchlického, věnovaný padlým českým vojákům šestého praporu polních myslivců. Nejmohutnějším památníkem je 13 metrů vysoký žulový jehlan s ležícím lvem z bílého mramoru, věnovaný padlým 4. a 6. Kyrysnického pluku. Důsledky první světové války připomíná pomník, který ve třicátých letech slavnostně odhalila obec svým 18 padlým občanům.
Významnou událostí byla stavba železnice. V letech 1859–1869 trať z Jaroměře do Trutnova v letech 1872–1875 Choceň–Meziměstí, která prochází celou vesnicí. Vysokovský most stavěli Italové a mezi lidmi se tradovalo, že špatné podloží donutilo stavebníky udělat základy tak hluboké, jaká je výška mostu.
Roku 1876 byla vysokovská škola odloučena od provodovské a ve stejném roce dostala i vlastní novou budovu, kde se následujících 100 let učily všechny vysokovské děti.
Život vesnice se i v minulém století vyvíjel v těsné souvislosti s životem Náchoda, neboť stále více obyvatel pracovalo v textilním průmyslu podnikatelů Bartoně a Mauttnera. Mnoho pracujících přispívalo ze skrovných platů na rozsáhlé opevnění u Dobrošova, celá vesnice byla ve smrtelném nebezpečí ještě v posledních dnech druhé světové války, kdy přes Vysokov prchali němečtí vojáci.
Dominantou obce je kaplička, postavená ve 30. letech dvacátého století na místě vyhořelé kovárny.
V roce 1947 bylo na kopci Ovčáku založeno místním Aeroklubem letiště, které fungovalo do roku 1961. Od roku 1990 je opět využíváno k původnímu účelu. Žádosti o zřízení zastávky ČSD nebylo vyhověno, a tak od roku 1949 a 1951 se dá z Vysokova vycestovat pouze autobusem, přestože železniční trať nejen vesnicí prochází, ale 3x ji dokonce křižuje.
Vysokov je také obcí velkých kulturních a společenských tradic. Od počátku 20. století zde působily dva divadelní spolky (Korunový a Vrchlický), jejichž činnost pokračovala i po druhé světové válce. Na přelomu 50. a 60. let přešla ve slavnou éru vysokovských estrád pro děti i dospělé, pod vedením pana Jaroslava City. Také jeho zásluhou byly i první filmové pokusy vysokovských amatérů, které pokračují i do současnosti – filmový festival „Vysokovský kohout“. Setkávají se na něm filmaři z Čech i ze zahraničí a díky tomu je Vysokov jediným místem, kde je mezinárodní filmový festival pořádán na vesnici. Dlouholetou spolkovou činnost rozvíjejí Hasiči, Český červený kříž a Osvětová beseda.
Obec úzce spolupracuje na rozvoji regionu s okolními obcemi. Od roku 1999 je členem Svazku obcí 1866, který sdružuje obce Červenou Horu, Provodov-Šonov, Slatinu nad Úpou, Studnici, Vysokov a Žernov, v roce 2004 se stal součástí Dobrovolného svazku obcí Novoměstsko.

## Obyvatelstvo
| Rok            | 1869 | 1880 | 1890 | 1900 | 1910 | 1921 | 1930 | 1950 | 1961 | 1970 | 1980 | 1991 | 2001 | 2011 | 2021 |
| -------------- | ---- | ---- | ---- | ---- | ---- | ---- | ---- | ---- | ---- | ---- | ---- | ---- | ---- | ---- | ---- |
| Počet obyvatel | 646  | 675  | 645  | 699  | 699  | 682  | 604  | 522  | 469  | 427  | 419  | 366  | 396  | 455  | 482  |
| Počet domů     | 108  | 108  | 111  | 121  | 123  | 129  | 132  | 144  | 123  | 122  | 114  | 137  | 154  | 175  | 182  |

## Obecní správa
Roku 1961 byla k obci připojena osada Starkoč, původně samostatnou obcí. Od 1. července 1985 do 31. srpna 1990 byl Vysokov spolu s ní součástí města Náchod, poté se osamostatnil, ale osada Starkoč se vrátil pod obec Studnice k 1. březnu 1990.

### Obecní symboly
Znak a vlajka byly obci uděleny rozhodnutím předsedy Poslanecké sněmovny Parlamentu České republiky dne 9. prosince 2002.

## Pamětihodnosti
- Pomník Myslivce od Quido Kociana z r. 1906 ke 40. výročí bitvy u Náchoda ve válce 1866 severně od vsi
- Pomník z války 1866 zv. Jehlanec jízdy na místě nejprudších bojů jihovýchodně od vsi na pláni nad Václavicemi